# Ribeirão Bonito
Ribeirão Bonito este un oraș în São Paulo (SP), Brazilia.